# جلال‌الدین (مجموعه تلویزیونی)

نمایی از دوران کودکی جلال‌الدین در این مجموعه تلویزیونی

جلال‌الدین مجموعه تلویزیونی در ژانر تاریخی و زندگی‌نامه‌ای ساخت ایران و به کارگردانی شهرام اسدی و آرش معیریان می‌باشد.

## خلاصۀ داستان
مجموعه تلویزیونی جلال‌الدین به وقایع حکومتیِ زمان کودکی و نوجوانی جلال‌الدین محمد بلخی معروف به مولانا می‌پردازد که همزمان با حمله مغول به ایران و تلاش جلال‌الدین خوارزمشاه به مقاومت در برابر مغولان و مخالفت با روش حکمرانی پدرش است. پدر مولانا، بهاءالدین ولد، معروف به سلطان‌العلما، مردی عارف و از بزرگان صوفیه است که در برابر حکومت می‌ایستد، و این در حالی است که مولانا در حال نظارهٔ این وقایع است…

## بازیگران و گویندگان
| بازیگر           | گوینده           | نقش                    | توضیحات                                       |
| ---------------- | ---------------- | ---------------------- | --------------------------------------------- |
| علی دهکردی       | ناصر طهماسب      | بهاالدین ولد           | پدر مولانا و از علمای بزرگ بلخ                |
| محمدجواد جعفرپور | محمدجواد جعفرپور | مولانا جلال الدین محمد | شاعر بزرگ فارسی و شخصیت اصلی داستان           |
| آرش مجیدی        | چنگیز جلیلوند    | جلال‌الدین خوارزمشاه    | آخرین پادشاه خوازمشاهیان و پسر محمد خوارزمشاه |
| محمد فیلی        | نصرالله مدقالچی  | سلطان محمد خوارزمشاه   | شاه ایران در زمان حمله مغول                   |
| مهتاج نجومی      | زهره شکوفنده     | ترکان خاتون            | مادر محمد خوارزمشاه                           |
| شبنم مقدمی       | افسانه پوستی     | مومنه خاتون            | مادر مولانا                                   |
| فریده سپاه منصور | فریده سپاه منصور |                        | مادربزرگ مولانا                               |
| آتش تقی پور      | پرویز بهرام      | ذاکر زکریا             | حاکم بلخ                                      |
| ولی الله مومنی   | ولی الله مومنی   |                        | حاکم بخارا                                    |
| محمود بهروزیان   | منوچهر اسماعیلی  | شیخ کمال الدین         | داروغه بلخ                                    |
| رضا بهبودی       | ژرژ پطروسی       | سید برهان الدین        | مربی مولانا                                   |
| اسماعیل خلج      | حسین عرفانی      | عطار نیشابوری          | شاعر پرآوازه ایرانی                           |
| باقر صحرارودی    | باقر صحرارودی    |                        | ملای مکتب                                     |
| لیلا موسوی       | افسانه پوستی     | آی‌چیچک خاتون           | مادر جلال الدین خوارزمشاه                     |
| کاظم هژیر آزاد   | ناصر احمدی       | ناصرالدین              | دایی سلطان محمد خوارزمشاه                     |
| داوود فتحعلی‌بیگی | اکبر منانی       | دیوان بیگی             |                                               |
| ایمان افشاریان   | آرشاک قوکاسیان   | قطب الدین اوزلاغ       | پسر محمد خوارزمشاه                            |
| انوش معظمی       | ناصر نظامی       | جانیر                  |                                               |
| علی اکبر میلانی  | جواد پزشکیان     | کاکو                   |                                               |
| لی لی فرهادپور   | زهرا سوهانی      |                        |                                               |
| نیکی نصیریان     | مینا قیاس پور    |                        |                                               |
| محمود محکمی      | شهرزاد بانکی     | نفیز                   |                                               |
| محمود جعفری      | تورج مهرزادیان   | غایر خان               |                                               |
| مهیار پور حسابی  | تورج مهرزادیان   | نصیر                   |                                               |

## تولید و پخش
پخش این مجموعه که به دوران کودکی مولوی می‌پردازد، از دی ۱۳۹۳ از شبکه ۱ آغاز شد. ساخت این مجموعه تلویزیونی در سه فاز برنامه‌ریزی شده بود و فاز اول آن در خوانسار، اصفهان و کاشان تصویربرداری شده، چون فضای معماری دوران کودکی مولانا که بلخ بوده کاملاً ایرانی بوده‌است. مجموعه تلویزیونی جلال الدین در ۱۱ قسمت ۴۸ دقیقه‌ای تولید شده‌است و جمعه‌ها از شبکه یک سیما پخش شد.
این مجموعه تلویزیونی سه فاز است که به کودکی، جوانی و میانسالی و پیری مولانا می‌پردازد. حال فاز اول یعنی‌‌ همان کودکی این شاعر در ۱۱ قسمت ساخته شد اما مهدی همایونفر بیان کرد که علی‌رغم ساخت دکور فازهای بعدی مجموعه تلویزیونی «جلال الدین» و تصویب متن فیلم‌نامه؛ تلویزیون هیچ دلیل روشنی برای اینکه چرا کار را متوقف کرده ارائه نمی‌دهد.